# Porto (Rubiana)
Porto (llamada oficialmente San Cristovo do Porto) es una parroquia y un lugar del municipio español de Rubiana, en la provincia de Orense, Galicia.

## Toponimia
La parroquia también es conocida por el nombre de San Cristóbal de Porto.

## Geografía
Se sitúa al pie del Parque Natural Serra da Enciña da Lastra en la parte perteneciente a la comarca de Valdeorras, provincia de Orense. Porto junto con los pueblos de Real y Robledo de la Lastra forman el llamado Marquesado, por pertenecer antiguamente a la Merindad de Aguiar de la que solía ser merino el marqués de Villafranca. 
Por esta entidad de población discurre el río Galir, que desemboca en el río Sil al llegar a Entoma.

## Clima
En lo relativo al clima, los inviernos son fríos y secos y los veranos son bastante cálidos.[cita requerida] La vegetación natural la componen castaños, alcornoques, encinas, chopos, estevas y carqueixas.

## Organización territorial
La parroquia está formada por dos entidades de población:
- Porto (O Porto)
- Real (O Real)

## Demografía

### Parroquia
| Gráfica de evolución demográfica de Porto (parroquia) entre 2000 y 2023 |
|                                                                         |
| Datos según el nomenclátor publicado por el INE.                        |

### Lugar
| Gráfica de evolución demográfica de Porto (lugar) entre 2000 y 2023 |
|                                                                     |
| Datos según el nomenclátor publicado por el INE.                    |

## Patrimonio
En la actualidad residen de forma habitual unos veinte vecinos, se bien en el verano la población aumenta de forma considerable. Dispone de una casa de turismo rural, un centro social rehabilitado para los vecinos y la empresa de Miel O Marquesado, Apicultura desde 1896. Además del parque natural, otros atractivos cercanos son Las Médulas, los restos de la vía romana que unía Braga con Astorga. 
Pertenece a la diócesis de Astorga y su patrón es San Cristóbal. La fiesta que se celebra anualmente es el Corpus Cristi, en el mes de junio.